# Бутырки (Грязинский район)
Буты́рки — село Грязинского района Липецкой области. Центр и единственный населённый пункт Бутырского сельсовета.

## География
Расположено в 28 км по автодорогам к северу от города Грязи, при слиянии реки Босолук и Семёновского ручья. Через них переброшены 1 и 2 моста соответственно.

## История
В 1782 году обозначено «село Богоявленское, Бутырки тож». Название от слова бутырки — селитьба, отделенная от общего поселения, дом на отшибе.
В конце XVIII века владельцем был Юрий Алексеевич Пушкин, двоюродный дед Александра Сергеевича Пушкина. Ему принадлежало вместе с селом 5527 десятин 283 сажени удобной и 353 десятины 1750 саженей неудобной земли.
В 1862 году в казённом селе Богоявленское (Бутырки) 1-го стана Липецкого уезда Тамбовской губернии было 183 двора, 760 мужчин и 869 женщин, православная церковь.
По данным начала 1883 года в селе, центре Бутырской волости Липецкого уезда, проживало 2303 бывших государственных крестьянина в 317 домохозяйствах (1136 мужчин и 1167 женщин). К селу относилось 4520,7 десятин удобной надельной земли и 109,1 — неудобной; имелось 696 лошадей, 823 головы КРС, 2753 овцы и 169 свиней. В селе находилось 14 промышленных заведений, 1 трактир или питейный дом и 1 лавка. Было 38 грамотных и 5 учащихся, все — мужского пола.
По переписи 1897 года — 2874 жителя (1385 мужчин, 1489 женщин), все православные.
В 1911 году в селе было 354 двора великороссов-земледельцев, проживало 2953 человека (1470 мужчин и 1483 женщины). Имелась церковно-приходская школа.
По переписи 1926 года в селе Бутырки (Богоявленское), центре Бутырской волости Липецкого уезда — 711 дворов русских, 3883 жителя (1843 мужчины, 2040 женщин).
До войны в селе насчитывалось 880 дворов, оно было центром сельсовета Грязинского района Воронежской области, имелось почтовое отделение.
В советское время в селе была молочно-товарная ферма, в 1990-е годы обанкротившаяся. По сведениям карты 1989 года в селе Бутырки около 980 жителей.

## Население
| 2009  | 2010  | 2012  | 2013  | 2014  | 2015  | 2016  |
| ----- | ----- | ----- | ----- | ----- | ----- | ----- |
| 1059  | ↗1092 | ↗1100 | ↗1185 | ↗1305 | ↗1359 | ↗1399 |
| 2017  | 2018  | 2021  |       |       |       |       |
| ↗1419 | ↘1406 | ↘1404 |       |       |       |       |

В 2002 году население села составляло 980 жителей, 95 % — русские.
В 2010 году — 1092 жителя (488 мужчин, 604 женщины).

## Инфраструктура
Имеются средняя школа, 2 магазина, фельдшерско-акушерский пункт, клуб с библиотекой, два кладбища, стадион. В селе 13 улиц с асфальтовым и щебёночным покрытием, все они газифицированы.

## Бутырские храмы
Первая деревянная Богоявленская церковь была построена в 1775 году, в 1847 году перестраивалась. В 1896 году в Бутырках была построена новая каменная церковь Богоявления с приделами Рождества Богородицы и Казанской иконы Божией Матери (). В 1911 году в её штате было два священника, дьякон и два псаломщика, ей принадлежало 65 десятин полевой и 2 десятины 75 саженей усадебной земли.
В мае 2008 года началось строительство часовни Владимирской иконы Божьей Матери и звонницы. Её должны были освятить осенью 2008 года. Храм поставила местная жительница Галина Николаевна Попова, после того как умер её муж Владимир Попов.